# انباری (فیلم ۲۰۱۲)
انباری (به انگلیسی: Stash House) یک فیلم دلهره‌آور آمریکایی محصول سال ۲۰۱۲ به کارگردانی ادواردو رودریگز با بازی شان فاریس، بریانا اویگان و دولف لاندگرین است.
این فیلم در ایالات متحده هم در سینماهای منتخب و هم در ویدیوی درخواستی در ۱۱ می ۲۰۱۲ منتشر شد.

## داستان
هنگامی که دیو و اِمی خانه ایداه آل خود را پیدا می‌کنند، پس از مدتی آنها درمی‌یابند که در آنجا یک انبار مخفی وجود دارد، انباری که باعث به وجود آمدن مشکلاتی برایشان می‌شود و…